# Сюй Сяоянь
Сюй Сяоя́нь (кит. упр. 徐晓燕, пиньинь Xú Xiǎoyàn; 1960 — 2012) — современная китайская художница, работавшая в рамках реалистического направления.

## Биография
В 1982 году окончила факультет изящных искусств Хэбэйского педагогического университета по специальности «Живопись маслом». Основную часть жизни провела в Пекине.
Широкую популярность в своей стране приобрела в начале 1990-х гг. за создание ряда урбанистических пейзажей.
В 2005 г. получила награду фонда имени Сяо Шуфан как выдающаяся художница.
В настоящее время её работы хранятся в галерее искусств в Шанхае, Галерее искусств культурно-просветительского фонда пейзажной живописи, а также в частных коллекциях в Китае и за рубежом.

## Характеристика творчества
В своем творчестве Сюй Сяоянь удачно совмещала традиции китайской пейзажной живописи (山水画， шаньшуй хуа) и западного стиля.
Некоторые специалисты полагают, что определенное влияние на её творчество оказал немецкий художник Ансельм Кифер. Оба художника, так или иначе, испытывали особый интерес к отображению жизни природы, влиянию промышленности на землю в целом.
На основании большинства работ художницы можно судить о том, что её творчество тяготеет к изображению индустриального пейзажа. Попытки передать на своих полотнах истинную картину жизни современного ей мира заставляли художницу пристально следить за быстрым ростом китайской экономики и стремительной урбанизацией страны. 
Взгляд художницы часто обращался к проблеме развития конгломерата Пекина и деревень, составлявших его окрестности. На своих полотнах художница представила Пекин и окрестности как одно целое. Несмотря на огромный разрыв в развитии центра и его окрестностей, художница как бы показывает, что это две стороны одной медали, результаты одного процесса.
Гигантские мегаполисы, разрушающие идентичность человека, вытесняющие старые кварталы – вот темы, которые волновали художницу в первую очередь.  В созданных художницей с натуры пейзажах в серии работ «Пастбище» 《草场地》, «Большой Ванцзинь» 《大望京》, «Деревня Соцзяцунь» 《索家村》 зачастую нет людей. На самом деле, сюжет полотен художницы – это заполнивший нашу землю бытовой мусор, строительные отходы и оскудевшая сельхозхозяйственная земля. 
Сюрреалистичные сумеречные тона, обилие мелких деталей на переднем плане, реалистично прописанные природные текстуры – всё это создает драматическое зрелище истерзанной и замусоренной земли. Для того, чтобы усилить данный эффект, на многих своих полотнах художница намеренно избегает линии горизонта и точки схода в перспективе.
Умение обличать негативные стороны меркантилизма современного человека, его удаления от природы демонстрируют независимый характер художницы. Своим творчеством она создала своеобразный манифест, призывающий беречь природу и хрупкий земной баланс.  Главной заботой художницы было не столько показать трагический аспект современных реалий, сколько подчеркнуть необходимость изменений и развития в лучшую сторону.

## Персональные выставки
- 1997 г. Стон земли 大地呤思 – выставка картин Сюй Сяоянь, Центр визуальных искусств;
- 2000 г. Плоть и кожа земли 大地的肌肤– выставка картин Сюй Сяоянь, Центр искусств «Вермонт»;
- 2001 г. Пышный цвет 怒放 – выставка картин Сюй Сяоянь, Центр визуальных искусств;
- 2001 г. Сторожа поля 守望田园 – выставка картин Сюй Сяоянь, Музей современного искусства, Китай;
- 2006 г. Песнь земли 大地之歌 – выставка картин Сюй Сяоянь, Национальный музей искусств Пекина;
- 2008 г. Движение воздуха 风流 – выставка картин Сюй Сяоянь, проходила в США и Южной Корее;
- 2008 г. Движущиеся пейзажи 移动的风景, Креативное пространство 798, Пекин.

## Коллективные выставки
- 1993 г. Китайская биеннале масляной живописи 中国油画双年展, Национальный музей искусств, Пекин;
- 1996 г. Биеннале в Шанхае 上海美术双年展, Шанхайский музей искусств;
- 2001 г. Биеннале в Чэнду 成都双年展, галерея современного искусства в Чэнду;
- 2010 г. Четвертая Пекинская биеннале искусств 第四届《中国北京国际美术双年展》, Национальный музей искусств, Пекин;
- 2011 г. «Половина неба: выставка современных китайских художниц» 《半边天：中国当代女性艺术家展》, Национальный музей искусств, Пекин;
- 2011 г. «Женское искусство» 女艺术展, серия «Пять тёмно-зеленых пейзажей» 五《青绿》系列, Арт-галерея Impression, Пекин;
- 2012 г. «Вершина моды – первая выставка современных художниц» 时尚之巅——首届当代女性艺术邀请展, галерея «Юэ», Пекин;
- 2016 г. «Покидая пионовую беседку – выставка современных китайских художниц» 《走出牡丹亭——中国当代女性艺术展》, Этнографический музей, Санкт-Петербург.

## Награды
- 1993 г. приз Китайской биеннале масляной живописи 中国油画双年展学院奖
- 1995 г. Золотой приз Китайской биеннале масляной живописи 中国油画年展《金奖》
- 1998 г. «Столетие. Выставка китайских художниц», премия коллекционера 世纪 女性艺术邀请展《收藏家奖》
- 1999 г. Премия американского фонда Фримана 美国Freeman基金将
- 2005 г. получила награду фонда имени Сяо Шуфан как выдающаяся художница 《萧淑芳艺术基金优秀女艺术家》奖.